# Bałachy
Bałachy (dodatkowa nazwa w j. kaszub. Bałachë; niem. Wallachei) – osada kaszubska w Polsce w województwie pomorskim, w powiecie kościerskim, w gminie Lipusz.
Osada położona na Pojezierzu Kaszubskiem na obrzeżach Wdzydzkiego Parku Krajobrazowego nad Wdą przy drodze wojewódzkiej nr 235 z Chojnic do Kościerzyny.
Wieś stanowi sołectwo gminy Lipusz, w skład sołectwa Bałachy wchodzi także miejscowość Krugliniec. Wymienia ją Słownik geograficzny Królestwa Polskiego w opisie składu wsi Lipusz jako wybudowanie pod niemieckojęzyczną nazwą „Wallachei”.
W latach 1975–1998 miejscowość administracyjnie należała do województwa gdańskiego.